# ガザル

シーラーズのハーフィズの作品

ガザル（غزل, ḡazal, 簡易的なラテン翻字/英語の綴り: ghazal）は、中東・西アジアから南アジアにかけての地域の文学伝統において、恋愛を主題にした定型抒情詩の一様式、ないし、当該様式にのっとって制作された詩作品である。アラブの古典定型詩カスィーダの一部分から派生し、特にペルシアで発展した。現代南アジアにおいては、ガザル詩を歌詞とする歌謡曲を指すことも多い（#南アジアにおける展開）。なお、様式によらず恋愛詩一般を指す場合もある（#西アジアにおける発祥）。

## 西アジアにおける発祥
アラビア語の名詞 ğazal の語根、ğ-z-l からは「糸紡ぎ」に関係する単語群が派生し、ğazal も原義は「紡ぐこと」である。女性を口説いたり誘惑したりする行為が「糸紡ぎ」に喩えられているうちに、「糸紡ぎ」を指す言葉が「恋愛詩」をも指す言葉になっていったものと推定されている。アラビア語においては、現代でも、恋愛を主題にした抒情詩であれば形式を問わず ğazal と呼び、ペルシア語においても同様の事情が存在する（広義の「ガザル」）。所定の形式、主題を具備したガザル（狭義の「ガザル」）が誕生する発端は、先イスラーム時代（ジャーヒリーヤ時代）にまで遡る。
ジャーヒリーヤ時代に遡る伝統的なカスィーダ詩の導入部分に起源を持ち、イスラーム時代以降は単一の主題を扱うキトア詩（ قطعة qiṭ‘a 「断片詩」と訳される）の形で多くの作品が作られた。主題としては恋愛が最も多く、求愛者の片思いを歌う。アラブのガザル創始者は、ウマル・イブン・アビー・ラビーアとされており、ジャーヒリーヤの遊牧世界の要素を受け継ぎつつ、独自の恋愛詩を作った。アブー・ヌワースは酒を讃える詩（ハムリヤート）とガザルの達人として知られた。ガザルは男女関係にとどまらず、同性愛もテーマにした作品もしばしば読まれた。
感情の表現には様式化された象徴や物語が用いられる。また、イスラーム神秘主義の影響もあり、恋人を神と解釈できる場合がある。現在のような詩型となったのはペルシア文学の影響による。ペルシア・ガザルの大家としては、ルーダキー、ルーミー、ハーフィズがいる。

## 詩形

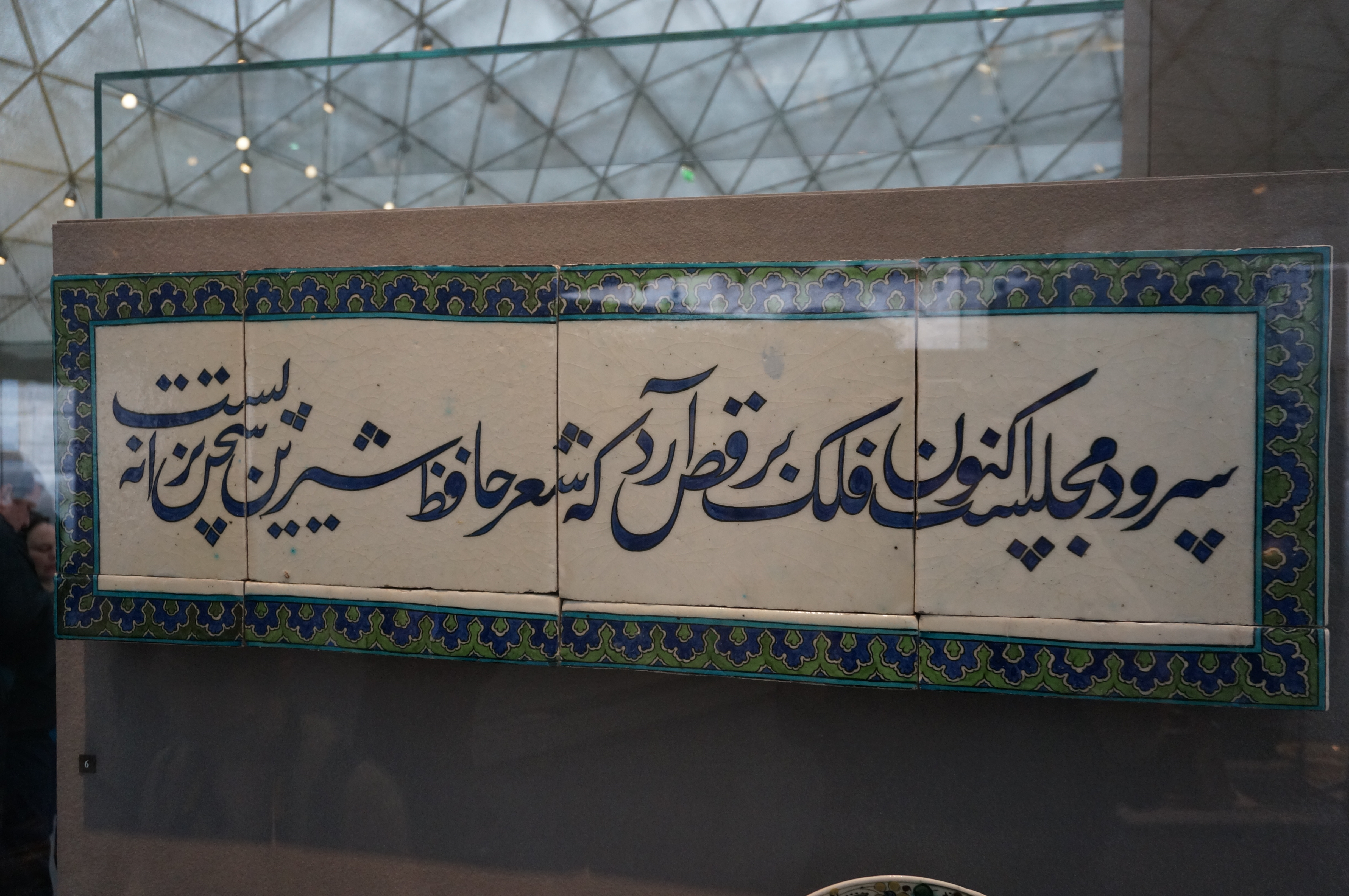
ハーフィズのガザルの一節が陶地に釉薬で書かれた壁飾り。16世紀末-17世紀前半にダマスカスで制作されたもの。書体はナスターリーグ体。ルーヴル美術館蔵。

本節では14世紀ごろのイラン文化圏において完成した、古典的なペルシア語ガザルの規範的枠組みについて述べる。ガザルを構成する基本単位は、間にカエスーラを挟んだ一続きの詩句（ベイト）である。ガザルを文字にして書く場合、カエスーラによって分かたれる前半と後半を、続けて1行で書いても2行に分けて書いてもよい。
ひとつのガザル作品は複数のベイトからなり、長さは7から14ベイトのものが多い。各ベイトは、末尾で押韻し、また、同一の韻律を共有する。ベイトの前半と後半で同じ詩句がリフレインされる場合もある。冒頭のベイトは「マトラー（matlaʿ）」と呼ばれ、ベイトの前半と後半が同一の韻を踏む。最後のベイトは「マクター（maqtaʿ）」と呼ばれ、詩人の雅号「タハッロス（taḵallos）」が詠み込まれる。

## オスマン朝
オスマン朝では、例外なくほぼすべてのスルタンが自ら詩作に耽り、宮廷や高官は競って詩人を庇護した。オスマン朝詩はペルシア語詩の古典を模範として、トルコ語の構造と文法を残しながらアラビア語やペルシア語の詩的語彙を大量に取り入れた。オスマン朝において、教養人は皆、メドレセで高度な古典教養を学び、ガザル制作のための練達の技巧を身につけた。16世紀にはバーキーやフズーリーといった詩人が活躍した。17世紀後半チューリップ時代には、アフメト・ネディムなどが優れたガザルを制作した。

## 南アジアにおける展開
南アジア（インド）においては、12世紀のガズナ朝から19世紀のムガル朝に至るイスラーム王朝の宮廷語であるペルシア語で盛んにガザルが作られていたが、時代が下るにつれ現地語でも作られるようになった。17世紀後半にはハイダラーバードを中心に、ニザーム王国やマイソール王国といったデカンの王国の宮廷で、「レーフタ」によりインド風の表現を用いたガザルが作られていた。中でもワリー・モハメド・ワリーはウルドゥー語ガザルの創始者とみなされる。「レーフタ」はウルドゥー語やダカニー・ウルドゥー語の前身となった言葉である。ワリーはあるとき北遊してデリーの詩会でダカニーによるガザルを披露した。それまでペルシア語で詩作していたムガル朝の文人たちは刺激を受け、盛んにウルドゥー・ガザルを制作するようになった。18世紀にはデリーや、アワド太守の宮廷があるラクナウでウルドゥー・ガザルが盛んになり、18世紀から20世紀にかけての時代、ミール、サウダー、ザウク、ガーリブ、イクバールなどの詩人が活躍した。
20世紀前半にはアトゥルプロサド・センやカジ・ノズルル・イスラムらによってベンガル語でもガザルが制作され始めた。1910年代に軍人としてカラーチーにも滞在した反逆の詩人ノズルルは、1920年代後半からガザルの制作を始め、ウルドゥー・ガザルの様式を利用してベンガル語で愛をうたった。ノズルルのガザルは、詩人独自のタール（韻律）を伴うものもあり、ベンガル詩の可能性を拓いた。
インドやパキスタンでは、現在も恋愛詩として鑑賞されている。特にウルドゥー語のガザルはカッワーリーなどの歌曲に用いられ、映画で使われることも多い。
歴史的には主に西アジアから南アジアにかけての地域に伝播したが、1990年代半ばから英語でもガザルによる詩作が盛んになりつつある。